# Parc national des îles de la Madeleine
Le parc national des îles de la Madeleine (PNIM) est l'un des six parcs nationaux du Sénégal. 
Il est situé dans l'archipel des îles de la Madeleine, à 4 km environ au large de Dakar.

## Histoire
Réserve ornithologique depuis 1949, reconnue officiellement par la loi 64-46 du 17 juin 1964, cet espace protégé a obtenu le statut de parc national le 16 janvier 1976 par le décret n° 76-0033. 
Sa candidature à une inscription sur la liste du patrimoine mondial a été soumise à l'UNESCO le 18 novembre 2005.

## Géographie
Sa superficie est de 45 hectares.

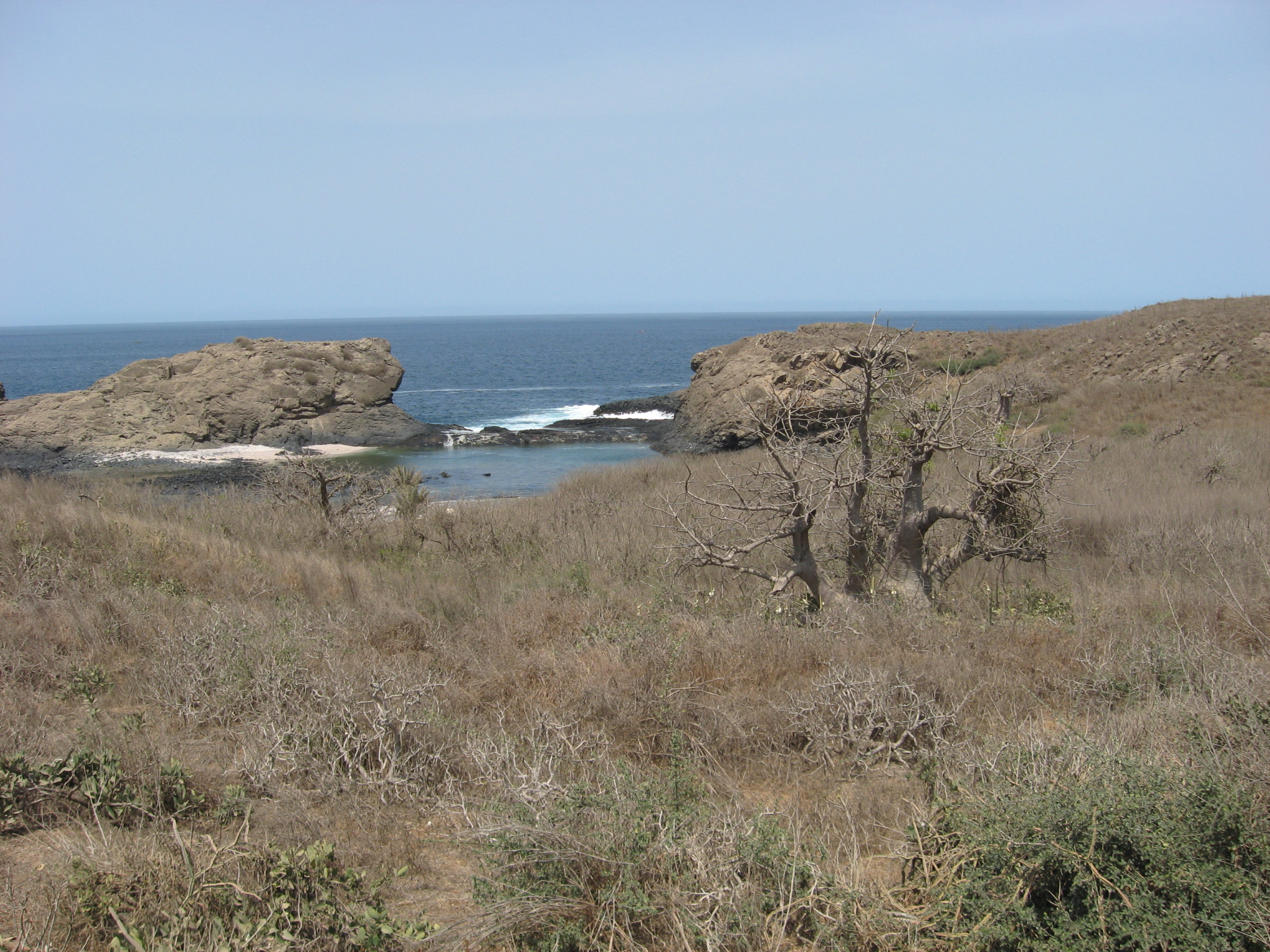
Couverture steppique

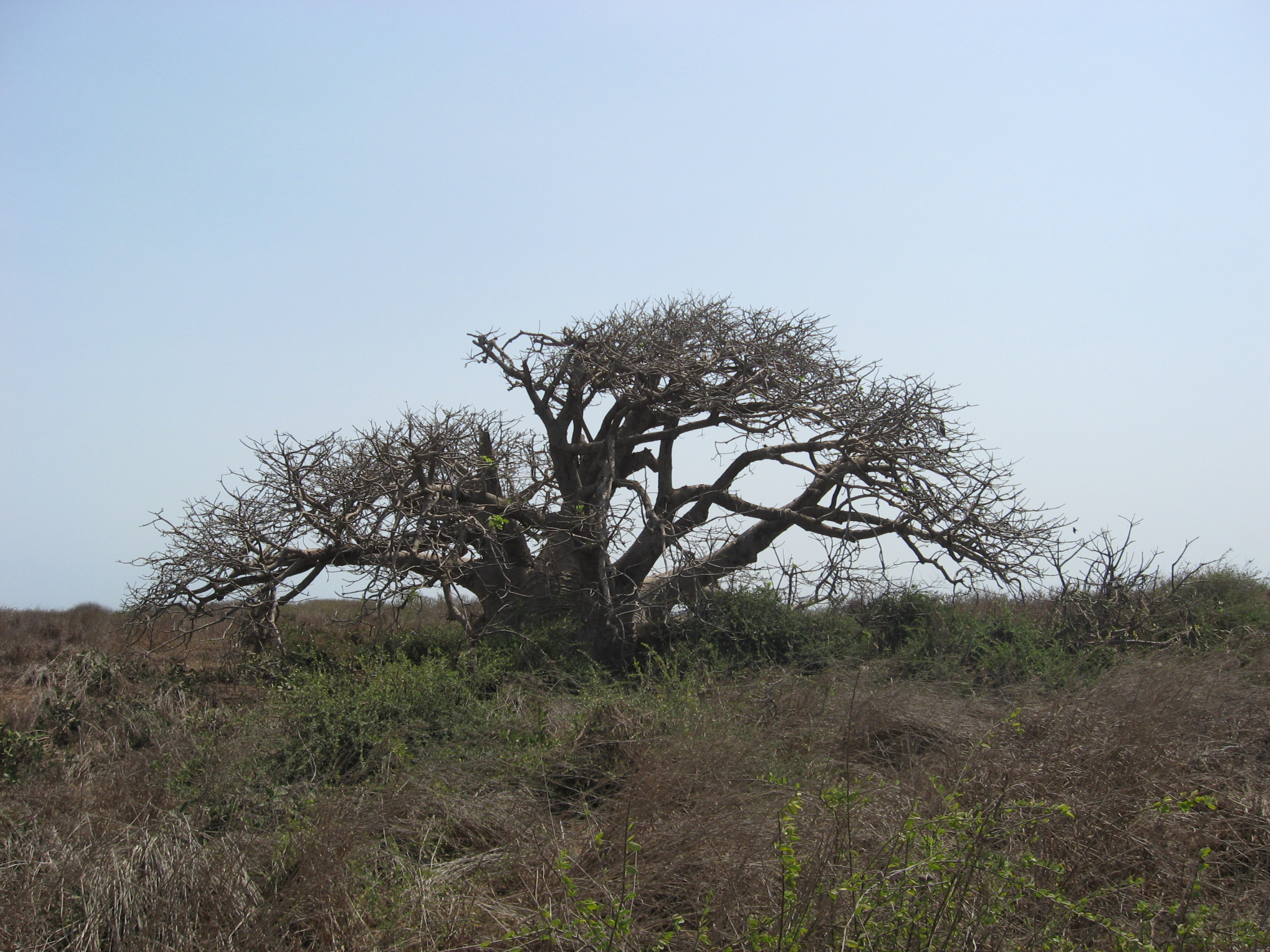
Baobab nain

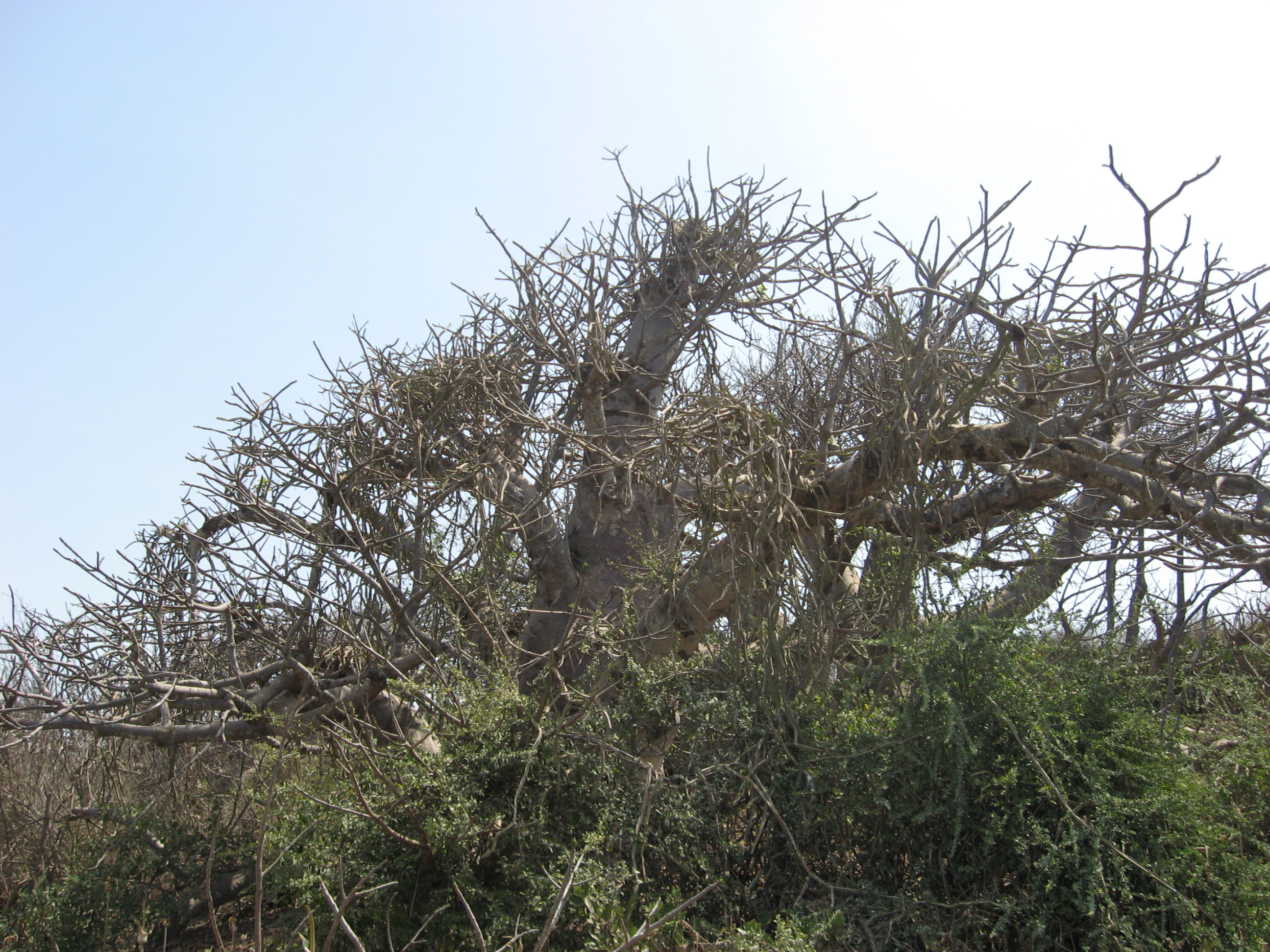
Épineux

Ce sont de petites îles volcaniques inhabitées avec des falaises abruptes à couverture steppique et milieu marin.

### Faune et flore
Présence tout de même de quelques reptiles : couleuvre africaine, lézard dont certains geckos
Faune marine constituée d'espèces démersales : Epinephelus, poisson barracuda, thon
Parmi les nombreuses espèces d'oiseaux que l'on peut observer dans le parc :
- signalons en particulier le corbeau pie (Corvus albus), le milan noir (Milvus migrans), le grand cormoran (Phalacrocorax carbo), le très rare phaéton à bec rouge (Phaeton aethereus mesonauta), le cochevis huppé (Galerida cristata), l'euplecte.
- oiseaux migrateurs tels que le faucon pèlerin (Falco peregrinus), le balbuzard pêcheur (Pandion haliaetus), le  fou (Sula) ou la sterne (Sterna).

Des formes de végétation uniques telles que la steppe à Andropogon gayanus, Brachiaria distichophylla et Bothriochloa intermedia y sont présentes.
Ainsi que des euphorbiacées Jatropha curcas et des peuplements nains de baobabs.